# Elacatinus panamensis
Elacatinus panamensis är en fiskart som beskrevs av Victor 2010. Elacatinus panamensis ingår i släktet Elacatinus och familjen smörbultsfiskar. Inga underarter finns listade i Catalogue of Life.